# عبد الحي طرز الريحان
عبد الحي بن أبي بكر البَعلي المعروف بلقب طرّزَ الرِّيحان (1625 - أكتوبر 1688) أديب وزاهد سوري عثماني عاش في القرن السابع عشر الميلادي/ الحادي عشر الهجري. 

## سيرته
ولد عبد الحي بن أبي بكر البَعلي (نسبة إلی بعلبك) في دمشق سنة 1034/ 1625م في عائلة بعلبكية. عُرِفَ بلقب «طرّزَ الرِّيحان» لأنه كان قد قال في أيام شبابه موشَّحةً مطلعها: طَرَّز الرِّيحانُ حُلّةَ الوَردِ. قرأ أشياء من العلم على أبيه ثم على محمد السّليمي وعبد الباقي الحنبلي وأحمد القلعي وأبي بكر القطان. ودخل عبد الحي البعلي في سلك الدراويش السواح وطاف البلاد ودخل أناضول وتزوج فيها. ثم إنه اعتزل الحياة العامة. وصف بأنه كان «تقياً متنسكاً فيه ميلٌ إلى الانزواء عن الناس».

حجَّ في آخر عمره ثم رجع متنسكاً زاهداً. كانت وفاته في أوائل شهر ذي الحجة من سنة 1099 / أكتوبر 1688 في دمشق.

## في الأدب
كان عالماً بالأدب كثير الحفظ للأشعار ويحفظ عدداً من مقامات الحريري ويكتب خطاً حسنا. «هو شاعر مُكثِرٌ ذو قريحة سَيّالةٍ حَسَنُ الطريقة في النّظم صحيح الضَّبط للُّغةِ فصيحُ الألفاظ رشيقُ التعبير» كما وصفه وصفه عمر فروخ. له قصائد طوال ومقطعات قصار وموشحات. له ديوان شعر جمعه بنفسه ثم مجموع أدب أختاره من نتاج غيره.